# Mistrzostwa Świata w Narciarstwie Klasycznym 1927
Mistrzostwa Świata w Narciarstwie Klasycznym 1927 miały miejsce w dniach 2 – 5 lutego 1927 w Cortninie d’Ampezzo, w Królestwie Włoch. W zawodach tych nie brały udziału Finlandia i Norwegia.

## Biegi narciarskie
| Konkurencja | Data          | Złoto         | Srebro          | Brąz             |
| ----------- | ------------- | ------------- | --------------- | ---------------- |
| 18 km       | 3 lutego 1927 | John Lindgren | František Donth | Viktor Schneider |
| 50 km       | 5 lutego 1927 | John Lindgren | John Wikström   | František Donth  |

W biegu na 50 km Lindgren wygrał z przewagą 18 minut nad drugim Wikströmem. Była to największa przewaga nad drugim zawodnikiem w historii całych mistrzostw.

## Kombinacja norweska
| Konkurencja         | Data          | Złoto          | Srebro         | Brąz            |
| ------------------- | ------------- | -------------- | -------------- | --------------- |
| Zawody indywidualne | 2 lutego 1927 | Rudolf Burkert | Otakar Německý | František Wende |

Wysokie, 5. miejsce ex aequo z Niemcem Hugo Hoertnagelem zajął Polak, Bronisław Czech.

## Skoki narciarskie
| Konkurencja                   | Data          | Złoto      | Srebro      | Brąz            |
| ----------------------------- | ------------- | ---------- | ----------- | --------------- |
| Duża skocznia – indywidualnie | 2 lutego 1927 | Tore Edman | Willen Dick | Bertil Carlsson |

## Klasyfikacja medalowa
| Pozycja | Państwo             | Złoto | Srebro | Brąz | Razem |
| ------- | ------------------- | ----- | ------ | ---- | ----- |
| 1       | Szwecja             | 3     | 1      | 1    | 5     |
| 2       | Czechosłowacja      | 1     | 3      | 2    | 6     |
| 3       | Republika Weimarska | 0     | 0      | 1    | 1     |